# Young Communist League (Vereinigte Staaten)
Die Young Communist League (YCL) ist die Jugendorganisation der Kommunistischen Partei der USA (CPUSA).  Sie vertritt einen marxistischen Standpunkt.

## Anliegen und Ziele
Anliegen der Jugendorganisation ist die Schulung und Entwicklung ihrer Mitglieder hin zu einem kommunistischen Standpunkt. Dieser soll durch eine entsprechende politische und ideologische Schulung, die aktive Teilnahme an Demonstrationen und die Unterstützung von Streiks und Tarifkämpfen innerhalb der USA gewährleistet werden.

## Verhältnis zur CPUSA
Die YCL erkennt die CPUSA als politischen Arm der kommunistischen Bewegung in den USA an. Trotz ihrer eigentlich unabhängigen Stellung steht sie unter der direkten politischen und ideologischen Kontrolle der CPUSA.

## Geschichte
Auf ihrem zweiten Parteitag beschloss die CPUSA eine Jugendorganisation zu gründen. Die Young Communist League wurde daraufhin im Mai 1922 als US-amerikanische Organisation der Kommunistischen Jugendinternationale, die sich bei ihrer Tätigkeit mit der US-amerikanischen Sektion der Kommunistischen Internationale abstimmen sollte, gegründet.
Aufgrund des Drucks der Regierung durch in Folge der als First Red Scare bekannten antikommunistischen Hysterie in den USA von 1917–1920 hatte die gesamte kommunistische Bewegung in den USA trotz der dort vermeintlich über allem stehenden Freiheitsrechte auf konspirative Methoden zurückzugreifen. Dies traf auch auf die YCL zu, ihre Mitglieder und Kader mussten deshalb Pseudonyme benutzen und Treffen im Geheimen abhalten. Rekrutierung musste durch Mundpropaganda erfolgen, die Verbreitung von Literatur verlief nicht offiziell und eine öffentliche Werbung für Treffen des Jugendverbands konnten ebenfalls nicht durchgeführt werden.
Anfang 1923 wurde die illegale YCL in die 1922 gegründete und legal agierende Young Workers League of America (YWL) überführt. Die YWL konnte durch ihr legales Auftreten neue Mitglieder im größeren Maßstab gewinnen, vor allem aus den Reihen der Finnischen Sozialistischen Föderation – einer ehemaligen sprachenmäßig organisierten Untergliederung der Sozialistischen Partei Amerikas, die seit 1921 als unabhängige Organisation existierte.
1926 wurde der Name des Jugendverbandes in Young Workers (Communist) League, geändert. 1929 wiederum in Young Communist League, welche bis 1943 existierte. Von 1943 bis 1945 existierte die American Youth for Democracy und 1949 bis 1956 die Labor Youth League. Nach internen Streitereien um die Deutung des Ungarnaufstands wurde der Verband 1956 aufgelöst und ab 1964 existierten die lokal tätigen W.E.B. Du Bois Clubs of America an Stelle eines eigenen Jugendverbandes der CPUSA. 1970 gingen diese in der neu gegründeten Young Workers Liberation League auf. Aus dieser heraus wurde 1984 wiederum die bis 2015 aktive Young Communist League geschaffen.
Am 14. November 2015 stimmte das Nationalkomitee der CPUSA dafür, die Finanzierung der YCL zu beenden. 2019 wurde auf Beschluss des Nationalkomitees der CPUSA erneut die YCL gegründet.